# 印度龍屬
印度龍屬（屬名：Indosaurus），是獸腳亞目恐龍的一屬，生存於白堊紀馬斯垂克階的印度，約6900萬年前。印度龍體重約700公斤。
印度龍的化石發現於印度中央邦賈巴爾普爾，包括厚重的部份頭顱骨，及其他骨骸部份。正模標本（編號GSI K27/565）是一個厚重的部分頭顱骨，是由查爾斯·馬特里（Charles Alfred Matley）發現於拉米塔組（Lameta Formation），正模標本目前已遺失，之後發現的一些化石被歸類於印度龍。頭顱骨顯示印度龍的眼睛之上可能有角狀物。但是，所有印度龍的化石都已遺失。印度龍可能與南美洲的食肉牛龍有接近親緣關係。如果這層關係屬實，那印度在1億年前還不是分離的大陸，如同大部分古生物學家所認為的。也有可能印度與其他大陸間有間歇性陸橋存在，可讓恐龍從陸橋穿越。
模式種是馬氏印度龍（I. matleyi），是由弗雷德里克·冯·休尼（Friedrich von Huene）與查爾斯·馬特里在1933年所敘述、命名。屬名意為「印度蜥蜴」，種名是以發現化石的查爾斯·馬特里為名。這個種現在被認為也包含了馬氏斑龍（Megalosaurus matleyi）；狀態為疑名的直角龍與印度龍也有相同的種小名，但來自於不同的化石。有些古生物學家推測印度鱷龍與巧鱷龍應包含於印度龍之內。